# Icebound
Icebound è un film muto del 1924 diretto da William C. de Mille.
Clara Beranger sceneggiò per lo schermo la commedia Premio Pulitzer Icebound di Owen Davis che era andata in scena a Broadway il 10 febbraio 1923. Tra gli interpreti, anche Edna May Oliver che avrebbe ripreso il ruolo di Hannah nella versione cinematografica.

## Trama
Ben Jordan scappa dalla piccola comunità del New England dove vive, per aver incidentalmente dato fuoco a un fienile. Torna a casa qualche tempo dopo per assistere al funerale della madre che è morta lasciando tutto alla sua pupilla, Jane Crosby.
La ragazza, innamorata di Ben, si offre di pagare i danni del fienile per non farlo finire in carcere e gli offre un lavoro che lui, però, accetta con riluttanza. Lei vorrebbe anche restituirgli l'eredità della madre, ma Ben disdegna gli sforzi della giovane per ricucire i loro rapporti. Anzi, l'uomo si mette a corteggiare la cugina Nettie.
Alla fine, Ben si rende conto di ricambiare i sentimenti di Jane e le dichiara il suo amore.

## Produzione
Il film fu prodotto dalla Famous Players-Lasky Corporation. Venne girato negli studi Astoria di Long Island della Paramount.

## Distribuzione
Distribuito dalla Paramount Pictures, il film - presentato da Jesse L. Lasky e Adolph Zukor - uscì nelle sale cinematografiche USA il 2 marzo 1924.